# Thomas Amlong
Thomas Kennedy "Tom" Amlong, född 15 juni 1935 i Fort Knox i Kentucky, död 26 januari 2009 i New Haven i Connecticut, var en amerikansk roddare.
Amlong blev olympisk guldmedaljör i åtta med styrman vid sommarspelen 1964 i Tokyo.